# Дучићева награда
Дучићева награда додељује се за укупно песничко стваралаштво на српском језику.

## О награди
Награду основану 1994. у част Јована Дучића додељује жири манифестације „Дучићеве вечери поезије”, која се на Благовести одржавала у Требињу и манастиру Тврдошу. Награда се састоји од статуете Јована Дучића (рад Дринке Радовановић), плакете (рад Небојше Митрића), реплике Дучићевог споменика у Требињу и новчаног износа. Награда 2002. није додељена јер је 2001. одлучено да се убудуће додељује сваке треће године, а да ће манифестација одржавати 20. и 21. октобра. Награда се раније додељивала за песничку књигу ауторима „који су досегли песничке врхунце у оквиру српског језика и српске књижевне традиције”.

## Добитници
Добитници награде су следећи песници:
- 1994 — Стеван Раичковић, за укупно стваралаштво.
- 1995 — Рајко Петров Ного, за књигу На капијама раја.
- 1996 — Миодраг Павловић, за укупно стваралаштво.
- 1997 — Матија Бећковић, за поему Ћераћемо се још.
- 1998 — Слободан Ракитић, за књигу Изабране и нове песме.
- 1999 — Алек Вукадиновић, за књигу Песме.
- 2000 — Милосав Тешић, за књигу Седмица.
- 2001 — Мирослав Максимовић, за књигу Изабране песме.
- 2003 — Стеван Раичковић
- 2007 — Ђорђо Сладоје
- 2010 — Милован Данојлић
- 2013 — Ранко Јововић
- 2016 — Гојко Ђого[4]
- 2019 — Милан Ненадић[5]
- 2022 — Злата Коцић[6]